# Portrait d'Albert Marquet
Portrait d'Albert Marquet est un tableau réalisé par le peintre français Charles Camoin en 1904. Cette huile sur toile est un portrait fauve d'Albert Marquet. Partie des collections du musée national d'Art moderne, à Paris, il se trouve en dépôt au musée Fabre, à Montpellier, depuis le 18 décembre 2006.